# Стрептолизин
Стрептолизин — поверхностные структуры стрептококков группы A и вырабатываемые ими экзотоксины и ферменты играют важную роль как в патогенезе инфекции, так и в развитии иммунного ответа макроорганизма. Клеточная стенка этих бактерий содержит групповой полисахаридный антиген A, экстрагируемый кислотами.
Вырабатываемые стрептококками группы A экзотоксины и ферменты оказывают местное и системное токсическое действие и способствуют распространению инфекции в организме. К ним относятся стрептолизин S и стрептолизин О, повреждающие клеточные мембраны и вызывающие гемолиз, стрептокиназа, дезоксирибонуклеазы, протеазы и эритрогенные токсины типа A, В и С (он же пирогенный экзотоксин).
Действием эритрогенного токсина обусловлена сыпь при скарлатине.